# Aeroportul Erechim
Aeroportul Erechim (IATA: ERM, ICAO: SSER) este un aeroport din Rio Grande do Sul, Brazilia ce deservește zona Erexim. Aeroportul a fost tranzitat în 2022 de 911 pasageri. A fost numit după zona deservită.
Situat la o altitudine de 761 m, aeroportul dispune de 1 pistă. Este operat de Departamento Aeroportuário do Rio Grande do Sul⁠(d).

## Infrastructură

### Piste
Aeroportul dispune de o singură pistă. Pista 13/31 are suprafața de asfalt și dimensiunile 1.280 m × 18 m. 